# Rafael Alkorta
Rafael Alkorta Martínez (* 16. September 1968 in Bilbao) ist ein ehemaliger spanischer Fußballspieler.

## Karriere
Der Innenverteidiger Rafael Alkorta begann bereits als Zehnjähriger für seinen langjährigen Club Athletic Bilbao mit dem Fußballspiel. Bereits 1985 wurde er hier Profispieler, gab aber erst am 24. Oktober 1987 sein Debüt in der Primera División. Nach 172 Erstligaspielen für Bilbao wechselte er 1993 zu Real Madrid, wo er gemeinsam mit Fernando Hierro ein starkes Duo in der Innenverteidigung bildete. 1997 kam er zu Athletic Bilbao zurück und spielte dort noch bis 2002, ehe er seine Karriere beendete. Rafael Alkorta galt als beinharter Manndecker, ähnlich wie in Deutschland Jürgen Kohler.
Für die spanische Fußballnationalmannschaft brachte er es auf 54 Einsätze und nahm an vier großen Turnieren teil: WM 1990 in Italien, WM 1994 in den USA, EM 1996 in England und WM 1998 in Frankreich.

## Erfolge
- Spanischer Meister: 1995, 1997
- Supercopa de España: 1993